# Sandro Bocola

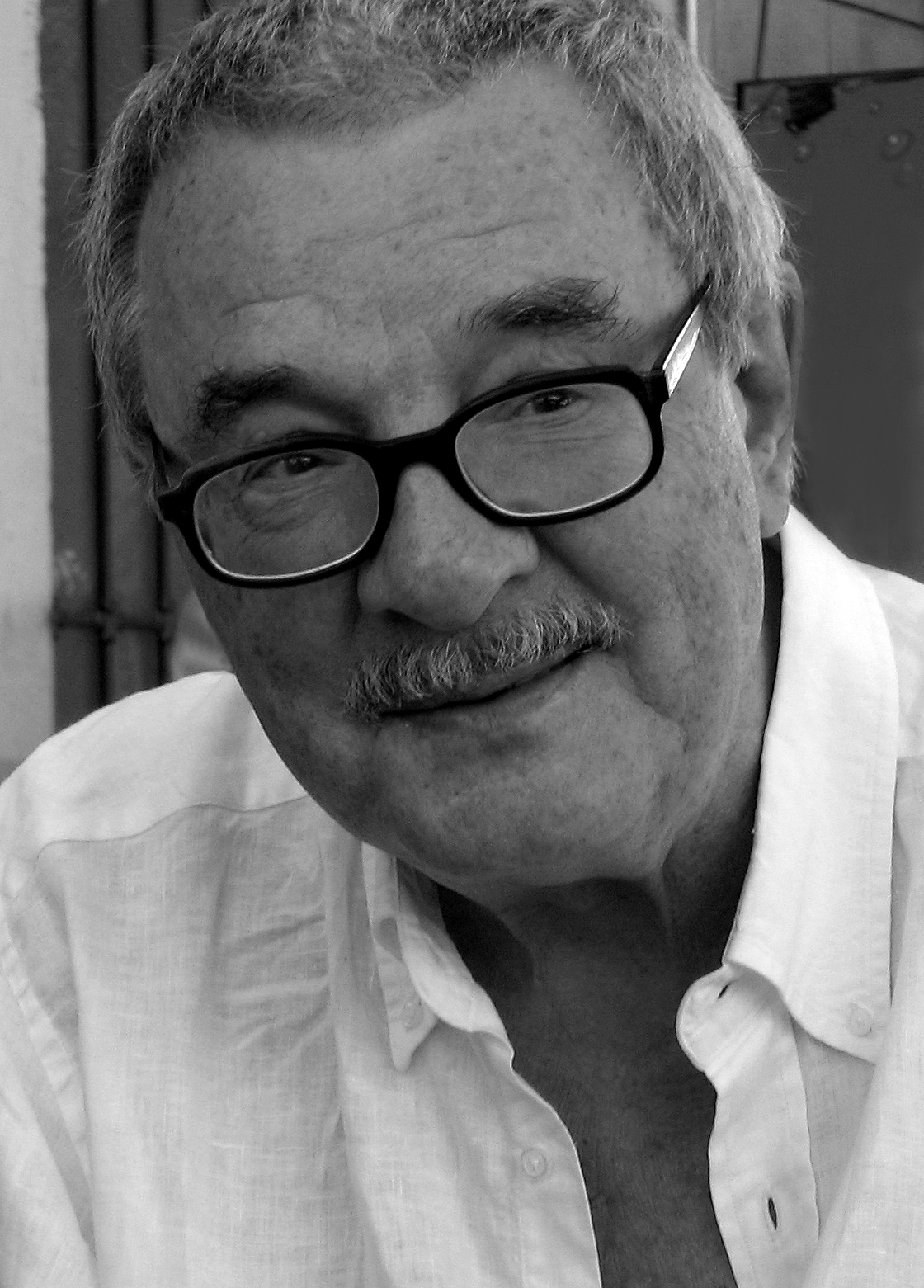
Sandro Bocola (Foto von Patrick Wilen, 2005)

Sandro Bocola (* 16. März 1931 in Triest; † 6. Oktober 2022 in Basel) war ein italienisch-schweizerischer Schriftsteller und Künstler.

## Leben und Werk
Sandro Bocola wurde 1931 in Triest geboren und wuchs in Italien, Libyen und der Schweiz auf. Nach einer zweijährigen Ausbildung an der Allgemeinen Gewerbeschule Basel schlug Bocola 1950 eine Laufbahn als Kunstmaler ein.
Bocola war Mitglied der 1952 gegründeten «Gruppe Ulysses» in Basel. Weitere Mitglieder waren u. a. Marcel Schaffner, Theo Gerber, Heinz Abosch, Konrad Hofer, Annelies Rubin, Achilles Holenstein, Ettore Guggenbühl, Marcel Iten und L. W. Waldmann. Die Mitglieder interessierten sich für geistig- philosophische Themen sowie für Malerei und Musik. Schriftsteller wie Max Frisch trugen ihre Werke in Erstaufführungen dort vor.
1955 zog Bocola nach Barcelona, wo er die Malerei vorübergehend aufgab, um als Grafiker für die Werbung zu arbeiten. Während eines zehnjährigen Aufenthalts in Paris und der 1969 erfolgten Übersiedlung mit seiner Familie nach Zürich war Bocola als Grafiker und Künstler tätig.
Nach Abschluss einer Psychoanalyse und einer Weiterbildung am Psychoanalytischen Seminar Zürich, widmete er sich ab 1975 vor allem kunstvermittelnden Aktivitäten als Verleger, Kurator und als Autor mehrerer Bücher zur kunstgeschichtlichen Entwicklung der Moderne.
Im Sommer 2002 bezog er eine Zweitwohnung in Barcelona, wo er in den folgenden fünf Jahren Videos und digitale Bilder schuf, in denen sich fotografische Figuration mit geometrischen Gestaltungselementen zu einer bildnerischen Einheit verbinden. Die mäßige Resonanz auf seine ersten drei Ausstellungen bewogen ihn 2007 dazu, seine digitalen Versuche einzustellen.

## Kunst

### Allgemein
Bocolas künstlerische Produktion gliedert sich in drei Epochen, nämlich 1950–1955 (Vom Kubismus bis zur geometrischen Ungegenständlichkeit)
1965–1972 (Verbindung fotografischer Figuration mit geometrischen, grafischen Gestaltungselementen)
2002–2005 (Das bisherige Gestaltungskonzept wird in Bildern und Videos um das Potential der digitalen Bildverarbeitung erweitert).
Einzelausstellungen in Basel, Genf und Barcelona, Gruppenausstellungen in Basel, Zürich, Genf, Paris, London, Oslo, Eindhoven, Berlin, New York, Philadelphia und Caracas.
1968: Gründung der Multiple Edition Xartcollection (gemeinsam mit drei Partnern: Heinz Bütler, Rolf Fehlbaum, Erwin Meierhofer).
1971 Herausgabe der Künstlertapeten-Kollektion Xartwalls.

### Werbegrafik
Freiberuflicher Designer in Barcelona, Zürich, Basel und Paris. 1959–1960 Mitarbeiter der Zeitschrift Graphis, Zürich. 1961 künstlerischer Leiter der Werbeagentur Robert Delpire, Paris. Gestaltung der Anzeigen- und Plakatwerbung grosser Kaufhäuser (PKZ, C&A, Jelmoli, Vögele).

### Konzeption und Gestaltung von Ausstellungen
1959: Im Auftrag der Kaufhauskette Magazine zum Globus, Basel, Konzeption und Gestaltung einer Ausstellung zur 500-Jahr-Feier der Universität Basel: „Der Mensch im Spiegel der Wissenschaft“
1978: Gründung und Einrichtung des Museo de Arte Popular in Horta de San Juan.
Kurator der Wanderausstellung „Afrikanische Sitze“ für das Vitra Design Museum in Weil am Rhein.
Eröffnung: 10. Juni 1994, weitere Stationen: 1994 Paris, 1995 München und Kolding/Dänemark, 1995/96 Wien, 1996 Tervuren/Belgien.

## Bücher (Auswahl)
Ab 1980 kunsttheoretische Schriften und sporadisch erscheinende Artikel für den Tages-Anzeiger, Zürich. Im Folgenden Buchveröffentlichungen in der Schweiz, Deutschland und international.
- Die Erfahrung des Ungewissen in der Kunst der Gegenwart. Waser Verlag, Zürich 1987, ISBN 3-908080-24-X (kart.).
- Die Kunst der Moderne. Zur Struktur und Dynamik ihrer Entwicklung. Von Goya bis Beuys. Prestel, München/New York 1994, ISBN 3-7913-1889-6, Neuauflage im Psychosozial-Verlag, Gießen, Lahn 2013, ISBN 978-3-8379-2215-8.
- African Seats, in je einer englischen, deutschen und französischen Ausgabe, Prestel, München/New York 1995, ISBN 3-7913-1426-2.
- El Arte de la Modernidad, Ediciones del Serbal, Barcelona 1999, ISBN 84-7628-289-3.
- The Art of Modernism. Prestel, München/New York 2009, ISBN 3-7913-2146-3.
- Timelines – Die Kunst der Moderne in je einer englischen, deutschen, französischen und holländischen Ausgabe, Taschen, Köln 2001, ISBN 3-8228-1357-5; sowie als persische Ausgabe bei Farhang-e-Moaser, Teheran 2009.
- Familien Schär und Bocola, Eigenverlag, Bocola-Lambelet, Basel 2010.